# ديليمانيلا
ديليمانيلا (الاسم العلمي: Deelemanella) هو جنس من العناكب من فصيلة الشحاذيات. وقد وصفت لأول مرة من قبل يوشيدا في عام 2003. وجدت في جزيرة بورنيو.